# كايل أرينغتون
كايل أرينغتون (بالإنجليزية: Kyle Arrington)‏ هو لاعب كرة قدم أمريكية أمريكي، ولد في 12 أغسطس 1986 في Accokeek, Maryland ‏ في الولايات المتحدة.

## وصلات خارجية
- كايل أرينغتون على موقع مرجع كرة القدم المحترفة.كوم (الإنجليزية)